# Taio Cruz
Jacob Taio Cruz (sinh 23 tháng 4 năm 1985)' được biết với nghệ danh Taio Cruz là ca sĩ-người viết bài hát, nhà sản xuất thu âm, rapper người Anh.